# 이하스 데 라 루나
《이하스 데 라 루나》(스페인어: Hijas de la luna)은 2018년 방영된 멕시코의 텔레노벨라이다.